# Smurfit Westrock
Smurfit WestRock Group plc es una empresa irlandesa de la industria del embalaje. 

## Smurfit Kappa como empresa global
En el mercado europeo Smurfit Kappa es el número 1 en cartón ondulado, papel base ondulado y embalajes de cartón sólido. En el mercado mundial, la empresa es la número 2 en la producción de embalajes ondulados. Está activa en 22 países europeos y 13 americanos, contando con 45 000 empleados. Tiene 34 fábricas de papel, 27 de las cuales producen papel base ondulado, 229 plantas de embalaje, 50 plantas de reciclaje, 31 plantas de otro tipo y 103 000 hectáreas de bosque en América Latina. 

### Cotización
Cotiza en el Euronext Dublín y en la bolsa de Londres, donde forma parte del FTSE 100.

## Críticas y ataques a Smurfit Kappa
En Colombia, el pueblo originario misak se enfrenta a Smurfit Kappa por sus políticas extractivas con el consentimiento de las autoridades colombianas. Esta situación se produce en el departamento del Cauca, donde las comunidades indígenas y comunidades campesinas están denunciando a Smurfit Kappa por su impacto ambiental, socioecológico y por sus grandes proyectos de monocultivo forestal.
En junio de 2021 la empresa Smurfit Kappa (su filial es Cartón de Colombia S.A.) realizó una denuncia de acciones violentas y amenazas de extorsión en operación forestal en el municipio El Tambo, Cauca, por el grupo armado Carlos Patiño.